# 지붕뚫고 하이킥
《지붕뚫고 하이킥!》은 하이킥 시리즈의 두 번째 작품이자 거침없이 하이킥의 후속작이며, 2009년 9월 7일부터 2010년 3월 19일까지 방영된 문화방송 일일 시트콤이다. 김병욱 PD의 연출작이다.

## 기획 의도
- 서울로 상경한 세경과 신애가 순재네 집 가정부로 들어오게 되면서 일어나는 유쾌한 코미디를 담은 이야기.

## 트리비아
- 이 작품은 첫 회 시청률이 10.3%[1]로 시작하여 마지막 회는 22.4%를 기록하며, 전체 126회의 평균 시청률은 20.5%를 기록했다. 또한 자체 최고 시청률은 2010년 1월 28일(97회) 24.9%를 기록했다.[2]

## 등장 인물
인물들의 각 나이는 2009년 기준으로 세는 나이로 기재되어 있다.

### 순재네 집

#### 신씨 자매
- 신세경 : 신세경(21세) 역

1990년 7월 29일생. 신애의 언니. 중학교 때 엄마는 병으로 돌아가시고 졸업한 뒤에는 아빠마저 빚더미에 앉으면서 3년 동안 산속에서 은둔생활을 하게 된다. 하지만 산속에 빚쟁이들이 나타났다. 그리고 아빠와 헤어져 무작정 서울에 상경했다. 이때 처음 만난 줄리엔 덕분에 잠시 자옥이의 한옥집에 잠시 머물렀다. 그러다 잃어버린 신발을 찾으러 지훈이의 뒤를 쫓아가다가 그의 집에 새 가정부로 취직하게 된다. 알뜰하고 착실하며 남한테 신세 지는 것을 싫어한다. 준혁 하고도 꽤나 친해지게 된다. 원양어선을 타고 돈을 벌러 간 아빠를 기다리며 세 식구가 함께 살날을 기도하고, 공항에 도착한 후 신애와 아빠 셋이서 이민을 가게 된다. 그러나 지훈과 빗길에서 차 타고 이야기하던 중 교통사고를 당해 사망했다.
- 서신애 : 신신애(9세) 역

세경의 동생. 세 살 때부터 산골에서만 살았기 때문에 세상 물정을 전혀 모른다. 그래서 서울에서 보는 모든 것들을 신기해한다. 처음 만났을 때부터 자신에게 친절하게 대해주는 줄리엔을 '키다리 아저씨'로 여기며 매우 잘 따른다. 순재네 집에 얹혀 살기 시작한 뒤부터는 해리와 같은 학교에 전학오게 되는데, 해리와 달리 시험만 쳤다 하면 거의 백점을 받는다. 툭하면 자신의 모든 걸 뺏어가는 해리를 매우 무서워하지만 극이 진행될수록 여러 가지 소동을 겪는 사이 해리와 친해지게 됐다. 하지만 세경,아빠와 함께 이민을 간다.

#### 순재네 가족
- 이순재 : 이순재(73세) 역 (거침없이 하이킥 출연)

식품회사 이순재 F&B 사장. 현경이와 지훈이의 아빠. 준혁이와 해리의 외할아버지. 떡볶이 장사를 중소식품회사로 성공시킨 자수성가형 기업인이지만, 본 성격은 다혈질이며 방귀를 잘 뀐다. 오래전, 아내와 사별(상배)하고, 13년 전(1996년 8월)에는 자신을 길러주신 새어머님(계모)을 여읜 뒤 홀로 딸과 아들을 키워왔다. 풍파고 교감 자옥에게 첫눈에 반해 자옥이 앞에서만 자상하고 매너있게 행동한다. 그래서 자옥이의 환심을 사기 위해 물량만 과도한 서프라이즈 이벤트를 준비했다가 곤욕을 치른 적도 많이 있다. 하지만 우여곡절을 딛고 마침내 자옥과 결혼에 골인했다. 자옥과 연애를 하는 동안 마찬가지로 자옥을 짝사랑하던 풍파고 교장과는 사랑의 라이벌이 되어서 만났다 하면 으르렁거리는 앙숙지간이 되고 말았다. 어리버리한 사위 정보석을 심하게 갈군다.
- 오현경 : 이현경(43세) 역

순재의 딸. 준혁이와 해리의 엄마. 지훈의 누나. 대학교 때까지 태권도 선수를 했으며 지금은 준혁이 다니는 고등학교에서 체육교사로 근무하고 있다. 오래전 엄마를 잃고 늦둥이 동생 지훈을 업어키우다시피 했고 아직까지도 엄마에 대한 그리움이 남아있는데다 아버지가 만나는 자옥이는 직장상관임과 동시에 천지차이인 성향 때문에 사이도 좋지 않은 터라 아버지의 연애를 달가워하지 않는다. 하지만 콩국수집에서 함께 콩국수를 먹은 후에는 자옥이와 가까워졌고 그녀를 엄마로 인정했다. 기본적으로 다소 거침없고 시원스러운 사람이라 매사에 자신감이 넘친다. 준혁이 과외를 담당하는 정음이와는 친했지만 학력위조가 들통나게 되었고 결국 쫓아내기로 한것이다. 그래서 해보지도 않고 피하는 사람들을 싫어한다고 한다.
- 정보석 : 정보석(44세) 역 (아역 안상현)

현경이의 남편. 순재의 사위. 준혁이와 해리의 아빠. 식품회사 "이순재 F&B"의 부사장. 꽤나 지적있어 보이는 외모와는 다르게 머리가 심하게 나쁘고 실수가 잦은 편이다. 그래서 순재한테 날마다 구박을 듣는것이 일상이며 심한 경우에는 아내를 비롯한 다른 가족들에게도 무시당하기 일쑤였다. 그래서 한때는 이를 보다 못한 준혁이가 따진 적도 있었다. 그뿐만 아니라 눈치도 너무 없어서 적정선이란 걸 모르기 때문에 악의 없는 비호감 캐릭터가 됐다. 사실 부사장 자리도 능력을 인정받아 승진한 게 아니라 아내 현경이 아버지에게 바득바득 우겨서 낙하산으로 얻어낸 것이다.
- 최다니엘 : 이지훈(29세) 역

순재의 아들. 현경이의 남동생. 준혁이와 해리의 외삼촌. 어린 나이에 어머니가 돌아가셔서 어머니가 아닌 누나 손에서 자랐다. 지금은 서울대 의대를 졸업해서 초록병원 외과에서 근무중인 레지던트 3년차 의사. 폐소공포증과 개털 알레르기가 심한 편이다. 태백에서 올라온 세경이와 우연히 마주치게 되고 남의 일에는 무관심한 스타일이다. 빗길에서 세경과 함께 사고로 타계했다.
- 윤시윤 : 정준혁(18세) 역

1992년생. 순재의 첫째 손자. 현경이와 보석이의 큰아들이자 해리의 오빠. 엄마가 근무하는 풍파고 2학년 고등학생. 하지만 일찍부터 공부와는 담쌓은 싸움짱으로 예전 영어과외 선생 최재원을 엄마가 일방적으로 잘라버려서 꽤 화가 나서 새로 온 영어과외 선생 정음이에게 전혀 마음을 열지 않고 무조건 반말이었다. 그뿐만 아니라 휴대폰에는 '치와와'라고 저장했다. 하지만 온갖 하극상에도 굴하지 않는 정음이를 보면서 자신도 곧 정이 생겼고 나중에는 '형'이라고 부른다. 순재네 집에 가정부로 새로 들어온 세경이에게 첫눈에 반하게 된다. 세경이를 위해 안하던 공부도 열심이 하게 되고 순수하게 변해갔으나, 세경이가 타히티로 떠난다는 사실을 듣고 오열하며 세경이에게 자신이 좋아했었음을 고백한다. 이후 세경이 떠날 때 학교에 있었기 때문에 마지막까지 보지 못했다.
- 진지희 : 정해리(8세) 역 (아기 신수연, 성인 박신혜)

현경이와 보석이의 딸. 준혁이의 늦둥이 여동생. 기본적으로 독점욕이 매우 강해서 남에게 양보하는 것을 절대 못 참는다. 게다가 예의도 없어서 자기가 싫어하는 사람들을 '빵꾸똥꾸'라고 부르며 반말을 한다.(1살 많은 신애는 그렇다 쳐도 13살 많은 세경이에게도 언니라고 부르지 않는다.) 자기집에 얹혀살게 된 세경과 신애를 '빵꾸똥꾸'라고 부르며(극 중반쯤부터는 세경과 신애를 구분하기 위해 세경이를 '큰빵꾸똥꾸, 신애를 '작은빵꾸똥꾸'라고 한다. 단 보통 빵꾸똥꾸는 신애와 준혁이를 말하는 것이다.) 날마다 못살게 군다. 하지만 극이 진행될수록 예절이란 것을 배우기 시작했고 못살게 굴던 신애에게 정이 든다. 전형적인 츤데레 라고 할 수 있다.
- 삼식이 (태명)

2010년생. 현경과 보석의 셋째 아이. 108화 때 임신이 밝혀졌다. 하지만 극중에서는 임신 여부만 알려지고 이 아이가 어떻게 됐는지는 밝혀지지 않았다.

### 자옥이네 집
- 김자옥 : 김자옥(60세) 역

풍파고등학교 교감. 공주풍을 좋아하고, 주변 사람들에게 까탈스럽게 군다. 학교에서 남학생들의 젖꼭지를 잘 꼬집기 때문에 '변태 할망구', '변태 교감'으로 불린다. 오래전, 어머니가 콩국수 하나만 해놓고 야반도주를 해버린 사건 때문에 오랫동안 콩국수를 먹지 않았다. 자신이 교양 있는 여자라고 생각하여 더러운 것과 추한 걸 싫어한다. 그렇기 때문에 거침없고 대담한 현경이와는 날마다 취향 차이로 티격태격거리는 앙숙 중의 앙숙. 풍파고 교장과 이순재를 동시에 짝사랑하고 있는데 무작정 손잡고 사귀자는 교장 대신 자상하고 매너있는 순재를 택했다. 연애를 하는 동안 많은 우여곡절이 있었지만 마침내 그와 결혼하면서 현경이와 지훈이의 새엄마이자 준혁이와 해리의 외할머니가 된다. 하숙집 가족들 중에서 광수를 제일 싫어한다. 참고로 새우 알레르기가 있다.
- 황정음 : 황정음(23세) 역

자옥이의 하숙생. 서운대학교에서 영문과를 전공하고 있으며 데리고 다니던 애완견 히릿이 비싼 구두를 망가뜨리자 변상할 돈을 마련하기 위해 순재네 집에 과외 아르바이트를 시작한다. 그런데 학교 이름이 서울대와 비슷하다 보니 현경이도 그녀가 서울대를 다닌다고 여긴다. 그녀는 모처럼 들어온 일자리를 잃을 수 없어서 급한대로 서울대 행세를 시작하며 준혁이의 과외선생이 됐다. 과외를 하는 내내 5살이나 많은 자신에게 반말하는 준혁이를 보면서 울화통이 치밀어 올랐지만 포기하지 않는다. 이런 노력 덕분인지 자길 멀리하던 준혁이도 마음을 열었다. 결국 학력위조 사실이 들통나게 되었고 현경이에게 쫓겨나고 만다. 준혁이의 삼촌인 지훈이와는 연인이 되었지만, 이어지지는 못했다.
- 줄리엔 강 : 줄리엔(28세) 역

자옥이의 하숙생. 미국에서 온 프랑스계 청년. 한국어 실력은 현지인 수준으로 유창하지만 발음이 좋지 않아서 순재를 '순대'라고 부른다. 식당에서 배고픔을 견디지 못하고 쓰러진 신애를 발견하고는 급히 자기 하숙집으로 데려왔다. 신애와 세경이가 순재네 집에서 식모생활을 하게 된 후에도 종종 신애를 만나면 먹을 걸 주고 놀아주기까지 하는 등 자상하게 신애를 잘해주었다. 자옥이의 도움으로 풍파고 원어민 교사가 됐다.
- 유인나 : 유인나(23세) 역

자옥이의 하숙생. 가수 지망생으로 광수와 연인 사이로 정음이와는 친한 친구이다. 광수와 함께 가수 오디션을 보았으나 혼자만 뽑힌다. 후에 걸그룹 스키니의 멤버로 데뷔하여 일본으로 진출한다.
- 이광수 : 이광수(25세) 역

자옥이의 하숙생. 가수 지망생으로 인나와 연인 사이다. 가수 오디션을 수시로 보지만 번번이 떨어진다. 능글맞은 성격을 가졌다. 자옥이는 처음부터 그가 음흉하고 잘 안 씻을 거라는 편견을 가졌지만 사실은 마음이 착하고 잘 씻는다. 여자친구 인나에 대해서도 상당히 지고지순하다. 인나가 스키니 멤버로 데뷔한 뒤 혼자 만화방을 인수해 경영한다.
- 올드 잉글리시 시프도그 : 히릿 역

정음이의 애완견. 많이 먹어서 별명이 돼지이다.

### 풍파고등학교
- 이기광 : 강세호(18세) 역

준혁이의 친구. 공부를 잘해 순재가 해리의 짝으로 점찍어 두면서 순재네 출입을 자유롭게 허락받았다. 준혁이와 같이 농구와 게임을 평소 즐겨하는 편이고 세경이에 대한 준혁이의 짝사랑을 가장 먼저 눈치챈다. 정음이를 짝사랑한다.
- 홍순창

풍파고등학교 교장. 교감 자옥이를 짝사랑하고 있지만 그녀가 순재와 교제한다는 사실을 알고는 기함했다. 그래서 두 사람의 결혼 소식을 듣고는 무당인 누나에게 부적을 건네받아 순재네 집과 자옥이네 집에 저주를 내려 결혼식을 대차게 망쳐버렸다. 결혼식은 엉망이 되었고 결국 양심의 가책 때문에 순재한테 결혼반지를 돌려줬다고 한다 전작 거침없이 하이킥!의 출연자이다.
- 윤서현

풍파고등학교 기간제 체육 교사. 세경이의 뛰어난 운동 신경에 놀라 그녀를 영입하기 위해 노력한다.

### 초록병원
- 주우 : 민영훈 역 (31회 ~ 125회)

초록병원 외과 의사. 이지훈의 동료이다. 이지훈에게 심부름을 오는 세경이 에게 한동안 호감을 가졌었다.
- 신우철 : 안병수 역 (31회 ~ 126회)

초록병원 외과 의사. 이지훈의 동료이다. 양갱을 좋아한다. 의사들의 파트너 동반 자선파티에 할머니를 동반했다.
- 김광인 : 김정호 역 (29회 ~ 112회)

지훈이 근무하고 있는 초록병원 담당과장

### 이순재 F&B
- 임채홍 : 임 기사 역 (27회 ~ 120회)

보석이의 전속 운전기사. 내심 순재를 '뿡뿡이', 보석을 '징징이'라고 부르고 있다. 결혼하기 며칠 전에 세경에게 첫눈에 반한다. 42화에서 자신을 구박하는 보석에게 화를 냈다. 그 이후엔 그가 보석에게 눈빛을 보내면 보석은 그때를 생각하며 꿀먹은 벙어리가 된다.
- 백승희 : 백 비서 역 (39회 ~ 125회)

순재의 새로운 비서. 보석으로부터 엉덩이를 만지는 성추행을 당했다고 주장해 보석을 곤경에 빠뜨린 일이 있다. 그 주장은 사실이었다.
- 이봉원 : 봉 실장 역 (31회 ~ 80회)

이순재F&B 실장. 일본어 통역 등 회사의 중요한 일을 도맡아 한다. 딸 미선은 미국에서 바이올린 공부를 하고 있다. 순재를 무시하거나 보석에게 줄서는 등의 부적절한 행동을 하면서 해고되었다. (고정된 출연자는 아니면 간간이 출연한다.)

### 성저초등학교
- 송주연 : 해리의 담당교사 역 (21회 ~ 124회 초등학교 에피소드마다 출연)
- 유해정 : 성희 역 - 해리의 친구
- 김정연 : 소정 역 - 해리의 친구
- 류의현 : 한준 역 - 해리의 짝궁
- 미상 : 은희 역 - 신애의 친구 (66회에서 신애의 반에 전학 왔다고 언급이 되었고 116회에서는 신애의 반 반장 당선자 역으로 엑스트라로 나옴)

### 그 외 인물
- 문영미 : 자옥이에게 쫓기고 있는 계주 역 (26회)
- 남정희 : 국밥집 욕쟁이 할머니 역

세경이와 지훈이가 함께 찾은 국밥집 주인으로, 지훈이가 대학시절에 단골로 다니던 곳이다. 세경이에게 인연이면 어떻게든 만나게 되어 있다고 말해준다.(92회)
- 신범식 : 이순재 F&B에 새로 들어온 경비과장 역 (120회)

## 수상 내역
- 2009년 MBC 방송연예대상 코미디시트콤부문 남자 최우수상 - 정보석
- 2009년 MBC 방송연예대상 공로상 - 이순재
- 2009년 MBC 방송연예대상 코미디시트콤부문 남자 신인상 - 최다니엘
- 2009년 MBC 방송연예대상 코미디시트콤부문/버라이어티부문 여자 신인상 - 황정음
- 2009년 MBC 방송연예대상 코미디시트콤부문 여자 신인상 - 신세경
- 2009년 MBC 방송연예대상 시청자가 뽑은 베스트 커플상 - 윤시윤, 신세경
- 2009년 MBC 방송연예대상 코미디시트콤부문 여자 아역상 - 진지희
- 2009년 MBC 방송연예대상 코미디시트콤부문 여자 아역상 - 서신애

## OST

### Part 1
| #            | 제목                                            | 작사         | 작곡         | 재생 시간 |
| ------------ | ----------------------------------------------- | ------------ | ------------ | --------- |
| 1.           | 〈지붕뚫고 하이킥〉 (후니훈)                    | 심현보       | 김조한       | 3:18      |
| 2.           | 〈You Are My Girl〉 (김조한)                    | 심현보       | 김조한       | 4:01      |
| 3.           | 〈Don't Say Goodbye〉 (김조한)                  | 심현보       | 김조한       | 4:19      |
| 4.           | 〈마음을 열어봐요 (With 김조한)〉 (Soul Breeze) | 심현보       | 김조한       | 3:32      |
| 총 재생 시간 | 총 재생 시간                                    | 총 재생 시간 | 총 재생 시간 | 15:10     |

### Part 2
| #  | 제목                              | 작사   | 작곡   | 편곡   | 재생 시간 |
| -- | --------------------------------- | ------ | ------ | ------ | --------- |
| 1. | 〈숨을 참아요〉 (서예나)          | 이영철 | 김조한 | 이준엽 | 4:00      |
| 2. | 〈내게 오는 길〉 (윤시윤)         | 양재선 | 김형석 | 김형석 | 4:03      |
| 3. | 〈뒤돌아 보지마 하이킥〉 (김조한) | 이영철 | 김조한 | 이준엽 |           |

### Special Edition
| #            | 제목                                             | 작사         | 작곡         | 편곡         | 재생 시간 |
| ------------ | ------------------------------------------------ | ------------ | ------------ | ------------ | --------- |
| 1.           | 〈You Are My Girl〉 (김조한)                     | 심현보       | 김조한       |              | 4:01      |
| 2.           | 〈Little girl (Inst.)〉 (V.A)                    |              |              |              | 1:10      |
| 3.           | 〈지붕뚫고 하이킥 (Feat.서예나)〉 (후니훈)       | 심현보       | 김조한       |              | 3:18      |
| 4.           | 〈Present for you (Inst.)〉 (V.A)                |              |              |              | 2:27      |
| 5.           | 〈내게 오는 길 (Studio Ver.)〉 (윤시윤)          | 양재선       | 김형석       | 김형석       | 4:03      |
| 6.           | 〈그녀를 찾네요〉 (김조한)                       |              |              |              | 4:29      |
| 7.           | 〈Don't Say Goodbye〉 (김조한)                   | 심현보       | 김조한       |              | 4:19      |
| 8.           | 〈Beautiful Love (Inst.)〉                       |              |              |              | 1:25      |
| 9.           | 〈Friday Night〉 (김조한)                        |              |              |              | 3:30      |
| 10.          | 〈소리질러〉 (후니훈)                            |              |              |              | 3:42      |
| 11.          | 〈Say Ho (Feat. Nacko)〉 (후니훈)                |              |              |              | 3:38      |
| 12.          | 〈마음을 열어봐요 (Feat. 김조한)〉 (Soul Breeze) | 심현보       | 김조한       |              | 3:32      |
| 13.          | 〈숨을 참아요〉 (서예나)                         | 이영철       | 김조한       | 이준엽       | 4:00      |
| 총 재생 시간 | 총 재생 시간                                     | 총 재생 시간 | 총 재생 시간 | 총 재생 시간 | 45:34     |

## 연장
- 지붕뚫고 하이킥! 방영 분량이 120부작에서 6회 연장되어 126부작으로 변경, 확정되었다.

## 논란

### 빵꾸똥꾸
방송통신심의위원회에서 2009년 11월 18일, 11월 20일, 11월 23일에 방송된 방송 분량의 극중 해리가 어른들에게 폭력적인 언행을 자주 사용하고 필요 이상으로 장기간 반복적으로 묘사된다고 판단, '방송법 제 100조 1항'을 위반했다고 설명했다.
| “ | 왜 때려, 이 빵꾸똥꾸야. 먹지 마! 어디 거지같은 게 내가 사온 케이크를 먹으려고. 저리 안 가? 이 빵꾸똥꾸야! | ” |
|   | — 진지희 (정해리 역)                                                                                      |   |

해리의 대사가 어른에게 버릇 없게 행동하고 주위 사람들에게 일상적으로 반말을 사용하며 소리를 지르거나 지나친 장난 등을 치는 모습을 보이고 있다고 지적했다. 이같은 반복적인 대사와 캐릭터가 "다른 어린이 시청자들의 모방 가능성을 불러와 올바른 가치관과 행동양식 형성에 악영향을 미칠 우려가 있다"고 덧붙였다.
이날 2009년 12월 23일 새벽에 《YTN 뉴스출발》을 진행하는 이종구 아나운서는 방송통신심의위원회에서 《지붕뚫고 하이킥!》에 대한 징계를 보도하던 중 ‘빵꾸똥꾸’ 대목에서 웃음을 참지 못하는 모습이 방송되었다.

### 엔딩 논란
준혁-세경, 지훈-정음 커플로 해피엔딩으로 끝날 것 같았던 전개였으나 2010년 3월 19일 방영분인 마지막회에서 세경이 지훈의 차를 타고 가다가 교통사고에 휘말려 사망하는 엔딩으로 끝나게 되어 시청자들은 난리가 났다. 교통사고 장면이 직접 묘사되지는 않았으나, 3년후 준혁과 정음의 대화에서 유추 가능고, 이후 김병욱 PD도 사망이 맞다고 인정하였다.
문제는 이로 인해 팬들의 실망을 불러일으켜 이후 시트콤들은 순풍-웬그막-똑살과 거침없이 하이킥처럼 흥행하는데 실패했다는 것이다. '이대로 시간이 멈췄으면 좋겠어요'라고도 불리는 이 엔딩은 지금까지도 회자되고 있으며, 국내 시트콤이라는 장르의 인식을 나락으로 떨어트렸다는 분석이 있다.

## 결방 사유 및 편성 변경
2009년
- 9월 30일 : MBC 스포츠 2009년 프로야구 준플레이오프 2차전 〈두산 베어스 VS 롯데 자이언츠〉 중계방송으로 인한 결방
- 10월 14일 : MBC 스포츠 2009년 프로야구 플레이오프 5차전 〈SK 와이번스 VS 두산 베어스〉 중계방송으로 인한 결방
- 10월 22일 : MBC 스포츠 2009년 프로야구 한국시리즈 5차전 〈SK 와이번스 VS KIA 타이거즈〉 중계방송으로 인한 결방
- 11월 24일 : 2009 고양 세계 역도 선수권 대회 (남자 77kg 결승/사재혁 출전) 중계방송으로 인한 결방
- 12월 25일 : 성탄특집 〈지붕뚫고 하이킥 스페셜 - 하이킥과 함께 크리스마스를〉 방송으로 대체

2010년
- 1월 1일 : 신년특집 〈하이킥의 연인들〉 방송으로 대체
- 1월 22일 : 지붕뚫고 하이킥 스페셜 〈어른들이 모르는 이야기〉 방송으로 대체
- 2월 1일 ~ 2월 5일 : 지붕뚫고 하이킥 스페셜 〈하이킥을 말하다〉 방송으로 대체
- 2월 10일 : 2010년 동아시아 축구 선수권 대회 〈대한민국 VS 중국〉 중계방송으로 인한 결방
- 2월 15일 : 설특집 〈2010 지붕뚫고 하이킥 시상식〉 방송으로 대체

## 참고 사항
- 《거침없이 하이킥!》에 이어 《지붕뚫고 하이킥!》의 영화화 계획에 대한 논의가 있었으나 무산되었으며 이현경(오현경 분) 역할은 원래 영어교사[7]였고 황정음 배역명은 윤혜연이었지만[8] 이런저런 사정 때문에 실제 이름을 쓰게 됐으며 설정도 많이 바뀌었고 서신애가 본명을 쓰는 한편 신세경이 서신애의 성을 따라 '서신숙'이란 가명으로 가려 했지만[9] 신세경이 실제 이름을 썼으며 그 대신 '서신애'가 '신신애'로 변경됐다. 줄리엔 강도 스티브 역을 맡을 예정이었으나, 줄리엔으로 바뀌었다.
- 2010년 8월 초록뱀미디어와 김병욱 감독의 재계약이 성사되면서 2011년에는 시즌 3 《하이킥! - 짧은 다리의 역습》이 방영됐다.
- 김자옥은 해당 프로그램에 앞서 KBS 1TV 일일극 《다 함께 차차차》 캐스팅 제의를 받았으나 고사했다.[10]
- 오현경 (이현경 역)은 해당 프로그램에 앞서 KBS 2TV 《공주가 돌아왔다》 캐스팅 제의를 받았으나 고사했으며[11] 이 작품 출연진에 속했던 황신혜 탁재훈과는 MBN 《우리 다시 사랑할 수 있을까》시즌 3에서 만날 수 있었다[12].
- 극중 정준혁 역을 맡았던 윤시윤과 배우 유인나의 데뷔작이기도 하다.
- 이순재와 정보석은 KBS 특집드라마《지리산》 이후 21년만에 재회 하였다.
- 황정음과 이순재는 SBS 드라마스페셜《루루공주》 이후 4년만에 재회 하였다.
- 정보석 이순재 김자옥은 MBC 일일연속극 《보고 또 보고》이후 12년만에 재회 하였다
- 정보석과 홍순창은 MBC 수목드라마 《야망》이후 14년만에 재회 하였다
- 정보석과 김자옥은 KBS 일일연속극 《좋은걸 어떡해》 이후 8년만에 재회하였다.
- 극중 정해리 역을 맡았던 진지희는 SBS 월화드라마《자명고》가 종영한지 6개월 만에 출연하는 작품이다
- 정보석과 이순재는 MBC 일일연속극 《보고 또 보고》 에서 극중 아버지와 아들로 만나고 12년후 사위와 장인으로 다시 만났다